# Valentijn Hoogenkamp
Valentijn Hoogenkamp (Zaandam, 1986) is een Nederlandse schrijver, dichter en essayist. In zijn werk onderzoekt hij gender, identiteit en de rollen waarin mensen gezien worden.

## Leven en werk
Hoogenkamp groeide op in Zaandam in een gezin met twee werkende ouders (Hoogenkamps vader is huisarts) en een zus. Hij studeerde psychologie aan de Universiteit van Amsterdam en 'Writing for Performance' aan de Hogeschool voor de Kunsten Utrecht. Tijdens zijn studie begon Hoogenkamp met het schrijven van toneelstukken en poëzie. In 2012 werd zijn werk Brief in Schemer bekroond met de El Hizjra-Literatuurprijs. Ook stond Hoogenkamp in de finale voor de El Hizjra Literatuurwedstrijd 2013. Zijn afstudeerproject, de toneelmonoloog Alle plaatsen waar ik naartoe wil bestaan niet, werd in 2014 genomineerd voor de ITs Ro Theater Award. De toneeltekst werd uitgesproken tijdens het ITs Festival Amsterdam. Hoogenkamp maakte teksten voor een aantal jeugdtheaterproducties, zoals de prikkelarme theatervoorstelling Even niet met theatergroep Kwatta en een theatertekst van de roman Orlando (1928) van Virginia Woolf. Zijn theatertekst A garden in Hell uit 2012 werd geselecteerd voor de 'Women Playwrights International Conference' (Stockholm) en theaterfestival 'Interplay Europe' (Madrid); op het theaterfestival 'Interplay Europe' (Madrid) was Hoogenkamp onderdeel van de Nederlandse delegatie. Zijn poëzie droeg hij onder meer voor tijdens Lowlands en Oerol.
Hoogenkamp debuteerde als prozaschrijver in 2015 met de novelle Kleine zeemeermin, per ongeluk dood. In 2021 verscheen de debuutroman Het aanbidden van Louis Claus, oorspronkelijk uitgebracht onder de naam Helena Hoogenkamp. Een latere editie kwam uit onder de naam Valentijn Hoogenkamp. Het boek werd in 2022 genomineerd voor de Anton Wachterprijs. Een Duitse vertaling van deze roman verscheen onder de titel Ich und Louis Claus, vertaald door Stefanie Ochel.

### Antiboy
Hoogenkamps moeder overleed in 2018 aan eierstokkanker. Zijn moeder bleek de genafwijking BRCA1 te hebben. Hoogenkamp bleek deze genafwijking ook te hebben en koos voor preventieve mastectomie. De plastisch chirurg die bij de operatie betrokken was drong er sterk op aan dat Hoogenkamp zou kiezen voor borstimplantaten; anders zou het 'esthetisch ongewenst' zijn, maar Hoogenkamp koos hier niet voor: hij voelde zich namelijk nooit verbonden met zijn eigen borsten. Bij het lezen van ervaringsverhalen herkende hij zich meer in de verhalen van transgender mannen dan in die van cisgender vrouwen. Hij merkte dat hij zich niet echt man of vrouw voelt, maar non-binair.
Over dit proces schreef Hoogenkamp zijn non-fictie essay Antiboy, dat verscheen in 2022. Het verhaal begint na de mastectomie, al had hij het plan om Antiboy te schrijven al voor de operatie. Hoogenkamp noemt Antiboy een 'coming of gender'.
Begin maart 2023 werd de zesdelige podcast Antiboy: de podcast aangekondigd, waarin Hoogenkamp in gesprek gaat met verschillende gasten: acteur Rick Paul van Mulligen, model Valentijn de Hingh, journalist Haroon Ali, actrice Tessa Jonge Poerink, journalist Aynouk Tan en schrijver Thomas van der Meer.
In 2025 verscheen een Engelse vertaling van Antiboy, vertaald door Michele Hutchison.

## Persoonlijk
Hoogenkamp omschrijft zichzelf als queer en non-binair. Hoogenkamp heeft lang geworsteld met zijn voorkomen. Hij was "altijd aan het zoeken" naar het meisje-zijn en ging bijvoorbeeld extreem vrouwelijke kleding dragen. "Ik hoopte dat het op een gegeven moment echt zou gaan voelen. (...) Ik hoopte dat ik ermee samen zou vallen als ik de regels van het vrouw-zijn maar goed genoeg bestudeerde of navolgde." Hij wordt er voor zijn gevoel regelmatig aan herinnerd dat zijn uiterlijk dusdanig is veranderd "dat mensen twee keer moeten kijken" of hij een man of vrouw is.
Omdat hij het genderneutrale voornaamwoord hen niet bij zichzelf vond passen en het afwisselend gebruik van zij en hij te verwarrend werd, heeft Hoogenkamp uiteindelijk gekozen voor een aanduiding met mannelijke voornaamwoorden.
Hoogenkamp zou graag een X in zijn paspoort willen, zodat zijn non-binaire identiteit samenvalt met zijn geregistreerde juridisch geslacht.
Hoogenkamp had een relatie en woonde samen met schrijver Joost Oomen.

## Publicaties

### Toneel (selectie)
| Jaar | Titel                                          |
| ---- | ---------------------------------------------- |
| 2012 | Brief in Schemer                               |
| 2014 | Alle plaatsen waar ik naartoe wil bestaan niet |
| 2021 | Even niet                                      |
| 2023 | Orlando                                        |

### Boeken
| Jaar (origineel) | Titel (origineel)                   | Uitgever (vertaling/org) | ISBN               | Notitie           |
| ---------------- | ----------------------------------- | ------------------------ | ------------------ | ----------------- |
| 2015             | Kleine zeemeermin, per ongeluk dood | Wintertuin               | ISBN 9789079571376 | Novelle           |
| 2021             | Het aanbidden van Louis Claus       | De Bezige Bij            | ISBN 9789403103228 | Roman             |
| 2022             | Antiboy                             | De Bezige Bij            | ISBN 9789403174914 | Essay in boekvorm |